# Villaluenga de la Vega
Villaluenga de la Vega è un comune spagnolo di 676 abitanti situato nella comunità autonoma di Castiglia e León.